# Petra Martínez Pérez
Petra Martínez Pérez (Linares, Jaén, 24 de juny de 1944) és una actriu espanyola. El 1985 fundà amb el seu marit, Juan Margallo, la companyia Uroc Teatro, que el 2011 rebé la Medalla d'Or al Mèrit en les Belles Arts.

## Biografia
Va néixer a Linares (Jaén), on el seu pare estava desterrat després d'haver romàs pres a la Tabacalera de Bilbao. Quan tenia tres anys la família es traslladà a la Colonia del Retiro, a Madrid. Amb 16 anys viatjà a Londres i a la seva tornada, decidida a ser actriu, ingressà al Teatre Estudi de Madrid, on s'inicià amb el mestre William Layton, i hi conegué Juan Margallo, el seu company durant la resta de la seva vida. Des d'aleshores ha desenvolupat una intensa i extensa carrera com a actriu de teatre, cinema i televisió.

### Trajectòria
Els seus inicis en el teatre independent la situen al muntatge de Castañuela 70 del grup Tábano i Las madres del cordero. Amb Tábano recorregué part d'Europa i Amèrica a la dècada del 1970 actuant per a diversos centres culturals de l'emigració i dels exiliats i participant en alguns festivals de teatre importants, com els de Nancy (França) i Manizales (Colòmbia).
Després del muntatge de Los últimos años de soledad de Robinsón Crusoe, dissolt el sector històric de Tábano, participà en col·lectius teatrals com El Palo, El Búho i El Gayo Vallecano, amb aquest darrer feu Ejercicio para equilibristas, de Luis Matilla i producció del Centre Dramàtic Nacional.
A partir del 1985 amb la creació, juntament amb Juan Margallo, de la companyia Uroc Teatro, a més de recórrer incansablement Espanya i bona part d'Europa i Amèrica del Sud, estrenà peces teatrals com La mujer burbuja (1988), Para-lelos (1991), Reservado el derecho de admisión (1993) o Clasycos (1998). Com a directora, cal destacar-ne Objetos perdidos (2003).

### Cinema i televisió
Entre alguns dels títols més destacats de la seva filmografia estan La mala educación (2004), La noche de los girasoles (2006) i La soledat (2008), de Jaime Rosales.
Els seus treballs a televisió inclouen Teatro de siempre (1966), Cuentopos (1975), Estudio 1 (1976), Barrio Sésamo (1979-1980), Brigada Central (1989), Ana y los 7 (2002), Herederos (2007-2009), amb Concha Velasco i Álvaro de LUna i La que se avecina (2014).

## Filmografia parcial
| Any  | Pel·lícula                                           | Director                   |
| ---- | ---------------------------------------------------- | -------------------------- |
| 1976 | Colorín colorado                                     | José Luis García Sánchez   |
| 1995 | Entre rojas                                          | Azucena Rodríguez          |
| 1998 | Allanamiento de morada (C)                           | Mateo Gil                  |
| 1999 | Nadie conoce a nadie                                 | Mateo Gil                  |
| 2000 | El invierno de las anjanas                           | Pedro Telechea             |
| 2001 | Sólo mía                                             | Javier Balaguer            |
| 2001 | Gente pez                                            | Jorge Iglesias             |
| 2001 | Salvajes                                             | Carlos Molinero            |
| 2003 | Noviembre                                            | Achero Mañas               |
| 2004 | La mala educación                                    | Pedro Almodóvar            |
| 2004 | Escuela de seducción                                 | Javier Balaguer            |
| 2006 | La noche de los girasoles                            | Jorge Sánchez Cabezudo     |
| 2006 | Locos por el sexo                                    | Javier Rebollo             |
| 2007 | La soledat                                           | Jaime Rosales              |
| 2009 | Nacidas para sufrir                                  | Miguel Albaladejo          |
| 2010 | Que se mueran los feos                               | Nacho G. Velilla           |
| 2010 | Zumo de limón (C)                                    | Jorge Muriel Miguel Romero |
| 2011 | Mentre dorms                                         | Jaume Balagueró            |
| 2011 | Libre directo (C)                                    | Fernando Trullols          |
| 2011 | El barco pirata (C)                                  | Fernando Trullols          |
| 2012 | feu el paper de nodrissa a la sèrie d'Antena3 Toledo |                            |
| 2015 | Las ovejas no pierden el tren                        | Álvaro Fernández Armero    |
| 2015 | Palmeras en la nieve                                 | Fernando González Molina   |
| 2018 | Petra                                                | Jaime Rosales              |

## Premis
Premis de la Unió d'Actors
| Any  | Categoria                             | Pel·lícula   | Resultat   |
| ---- | ------------------------------------- | ------------ | ---------- |
| 2011 | Millor actriu secundària de cinema    | Mentre dorms | Guanyadora |
| 2007 | Millor actriu protagonista de cinema  | La soledat   | Guanyadora |
| 2007 | Millor actriu secundària de televisió | Herederos    | Guanyadora |

Medalles del Cercle d'Escriptors Cinematogràfics
| Any  | Categoria                | Pel·lícula          | Resultat   |
| ---- | ------------------------ | ------------------- | ---------- |
| 2011 | Millor actriu secundària | Mentre dorms        | Nominada   |
| 2010 | Millor actriu            | Nacidas para sufrir | Guanyadora |

Festival de Cinema de Màlaga
| Any  | Categoria                                                                                              | Pel·lícula             | Resultat   |
| ---- | --- | ---------------------- | ---------- |
| 2012 | Secció curtmetratges: Biznaga de plata a la millor actriu                                              | Libre directo          | Guanyadora |
| 1998 | Menció Especial: "Pel seu excel·lent treball en conjunt." (ex aequo amb Eduardo Noriega i Pepón Nieto) | Allanamiento de morada | Guanyadora |

Festival de Cinema d'Alacant
| Any  | Categoria                                                  | Pel·lícula      | Resultat   |
| ---- | ---------------------------------------------------------- | --------------- | ---------- |
| 2011 | Premi de la Secció Oficial de Curtmetratges: Millor actriu | El barco pirata | Guanyadora |

Festival de Cinema d'Alcalá de Henares i Comunitat de Madrid
| Any  | Categoria                                        | Pel·lícula             | Resultat   |
| ---- | ------------------------------------------------ | ---------------------- | ---------- |
| 1998 | Premi Caja Madrid: Millor interpretació femenina | Allanamiento de morada | Guanyadora |

Festival de Curts Villamayor de Cinema
| Any  | Categoria     | Pel·lícula    | Resultat   |
| ---- | ------------- | ------------- | ---------- |
| 2012 | Millor actriu | Libre directo | Guanyadora |

Festival de Cinema d'Astorga
| Any  | Categoria     | Pel·lícula    | Resultat   |
| ---- | ------------- | ------------- | ---------- |
| 2012 | Millor actriu | Libre directo | Guanyadora |

Festival Internacional de Cinema Baix la Luna Islantilla Cinefórum
| Any  | Categoria                                   | Pel·lícula    | Resultat |
| ---- | ------------------------------------------- | ------------- | -------- |
| 2012 | Premi Luna de Islantilla a la millor actriu | Libre directo | Nominada |

Festival Internacional de Curtmetratges "Pilas en Corto" (Picor 4)
| Any  | Categoria     | Pel·lícula    | Resultat   |
| ---- | ------------- | ------------- | ---------- |
| 2012 | Millor actriu | Libre directo | Guanyadora |